# Martine Wijckaert
 (juin 2011).
Si vous disposez d'ouvrages ou d'articles de référence ou si vous connaissez des sites web de qualité traitant du thème abordé ici, merci de compléter l'article en donnant les références utiles à sa vérifiabilité et en les liant à la section « Notes et références ».
Martine Wijckaert est une auteure et metteuse en scène belge, née en 1952. 

## Biographie
Née à Bruges le 27 août 1952 d’une mère brugeoise et d’un père gantois. Famille flamande de tradition catholique mais non pratiquante.
- Études en français qui devient dès lors la langue de pensée et de travail.
- Humanités gréco-latines jusqu’en 1970.
- De 1970 à 1974 : études à l’Institut national supérieur des arts du spectacle (INSAS).
- Depuis 1980 elle enseigne à l’INSAS.

Elle fonde le Théâtre de la Balsamine en 1974 et y commence son travail de metteur en scène. Dès 1980, la Balsamine s'installe dans les friches des anciennes Casernes Dailly à Bruxelles.
Elle dirige le Théâtre de la Balsamine jusqu’en 1994, puis y demeure artiste associée.

## Chemin artistique
Le parcours artistique de Martine Wijckaert s’est construit loin des théâtres, selon le principe du nomadisme urbain, sur des sites naturels bruts qui ont façonné un mode d’écriture théâtrale propre où c’est l’espace qui est dramaturgie.
La matière a donc fondé sa façon de faire de même que l’incidence directe de la lumière naturelle sur le cours de la représentation. 
La découverte de la friche de la Caserne Dailly développe ce goût en permettant l’exploitation d’un site brut au titre de décor naturel mouvant.
L’intervention sur les lieux se précise insensiblement et développe une esthétique plus radicale qui, cette fois, s’aventure également dans l’écriture scénique propre, selon des partitions entièrement dessinées pour la scène.
Rencontre avec la scénographe Valérie Jung. Cette collaboration, qui n’a jamais cessé, aura, au fil du vécu, généré un type bien particulier d’écriture scénique quasi commune : la frontière entre l’écrit et la plastique s’est peu à peu évaporée. 
L’esthétique qui s’est ainsi développée va déboucher sur un désir d’écrire selon sa propre réalité mouvante et de faire de certains aspects emblématiques du vécu de la matière fictionnelle.
Dès lors, c’est tout en continuant d’entretenir un rapport singulier avec l’espace, qu’un projet global d’écriture a vu le jour, sans volontarisme, cependant que sous-tendu par une thématique d’observation du quotidien mis en perspective.
Le tissu émotionnel humain placé dans un réseau d’expérimentation physique de la matière a ainsi contribué à la confection d’une série de nouveaux spectacles, élaborés en story-boards et qui sont pour la plupart des actes muets. 
Commence alors un cycle d’écriture au sens premier du terme. La matière, l’espace conduisent à la question du temps qui les enserre et les façonne. C’est désormais du temps et de sa perception dont il sera fait matière. Et partant, des questions relatives à la place, la légitimité et l’inscription dans un mouvement historique. 
Il y a désormais incursion de la parole au titre de turbulence au fil de laquelle se déploie une série d’(auto)portraits controversés, en reconstruction permanente et à la recherche de la trace du dernier lieu afin de poursuivre  selon la dynamique d’une mise en abîme perpétuellement en devenir.
L’acteur, vieillissant au même rythme que l’écriture, est désormais le centre du processus.

## Spectacles
- 1974 : Fastes d'enfer de Michel de Ghelderode
- 1976 : Yanulka, fille de Fizdejko de Stanislas Witkiewicz
- 1977 : Pas de deux de Hugo Claus
- 1978 : Hop signor de Michel de Ghelderode
- 1980 : Léopold II de Hugo Claus
- 1981 : La Pilule verte, adaptation libre de Grâces et Épouvantails de Stanislas Witkiewicz
- 1982 : L'Inauguration de Martine Wijckaert
- 1984 : Est-ce que tu dors de Martine Wijckaert
- 1986 : Roméo et Juliette, adaptation libre de Roméo et Juliette de William Shakespeare
- 1987 : La Théorie du mouchoir, de Martine Wijckaert. Festival de Bergen (Norvège)
- 1988 : Interlude de Martine Wijckaert
- 1988 : La Serre, création collective pour deux acteurs et huit metteurs en scène (au Nieuwpoort à Gand)
- 1989 : Le Plus Heureux des trois d'Eugène Labiche
- 1991 : Les Chutes du Niagara, de Martine Wijckaert
- 1992 : La Mère de Witkiewicz
- 1993 : Mademoiselle Julie d'August Strindberg - La Guenon captive, de Martine Wijckaert
- 1995 : Nature morte, de Martine Wijckaert. Festival de Poznań (Pologne)
- 1998 : Et de toutes mes terres rien de me reste que la longueur de mon corps, adaptation  d’après Richard II, Henry IV, Henry V, Henry VI et Richard III de Shakespeare. KunstenFESTIVALdesArts – Festival d'Avignon
- 2001 : Ouvrir la maison, événement de réouverture de la Balsamine conçu et réalisé par Valérie Jung et Martine Wijckaert
- 2002 : Ce qui est en train de se dire de Martine Wijckaert
- 2005 : Table des matières de Martine Wijckaert
- 2008 : Le Territoire de Martine Wijckaert
- 2010 : Wijckaert, un interlude de Martine Wijckaert
- 2011 : écriture de Trilogie de l'enfer

## Prix
- 1992 : Prix SACD
- 1995 : Nature morte : Prix de la meilleure scénographie
- 2005 : Table des matières : Prix de la meilleure réalisation
- 2009 : Table des matières : Prix de la Communauté française de la première œuvre publiée. Sélectionné par la Convention Théâtrale Européenne au titre de meilleure pièce belge francophone.